# Drospirenone
Drospirenone, được bán dưới tên thương hiệu Yasmin và Angeliq trong số những tên biệt dược khác, là một loại thuốc proestin được sử dụng trong thuốc tránh thai để tránh mang thai và trong liệu pháp hormone mãn kinh, trong số các công dụng khác. Nó chỉ có sẵn kết hợp với estrogen và không có sẵn một mình. Thuốc được uống bằng miệng.
Tác dụng phụ hiếm gặp của drospirenone có thể bao gồm nồng độ kali cao và cục máu đông, trong số những người khác. Drospirenone là một proestin, hoặc một proestogen tổng hợp, và do đó là một chất chủ vận của thụ thể progesterone, mục tiêu sinh học của proestogen như progesterone. Nó có thêm hoạt chất antimineralocorticoid và antiandrogenic và không có hoạt động nội tiết tố quan trọng khác. Bởi vì hoạt động antimineralocorticoid của nó, drospirenone được cho là chặt chẽ hơn với bioidentical progesterone hơn progestin khác.
Drospirenone được cấp bằng sáng chế vào năm 1976 và được giới thiệu cho sử dụng y tế vào năm 2000. Nó có sẵn rộng rãi trên toàn thế giới. Thuốc đôi khi được gọi là proestin "thế hệ thứ tư". Nó có sẵn như là một loại thuốc gốc. Năm 2016, phiên bản với ethinylestradiol là loại thuốc được kê đơn nhiều thứ 109 tại Hoa Kỳ với hơn 6 triệu đơn thuốc.

## Sử dụng trong y tế
Drospirenone là một thành phần trong một số loại thuốc tránh thai và được sử dụng trong liệu pháp hormone mãn kinh. Kết hợp với ethinylestradiol, nó được sử dụng như biện pháp tránh thai và đối với những phụ nữ muốn tránh thai, nó cũng được Cơ quan Quản lý Thực phẩm và Dược phẩm Hoa Kỳ (FDA) chấp thuận để điều trị mụn trứng cá vừa và rối loạn rối loạn tiền kinh nguyệt. Mặc dù được FDA chấp thuận, nhưng điều này có nguy cơ đông máu cao hơn so với các biện pháp tránh thai khác có chứa proestin khác, và do đó tất cả các cá nhân sẽ phải được đánh giá riêng về sự phù hợp. Các nghiên cứu đã phát hiện ra rằng công thức Yaz vượt trội hơn so với giả dược trong việc giảm các triệu chứng cảm xúc và thể chất tiền kinh nguyệt đồng thời cải thiện chất lượng cuộc sống.
Angeliq, một sự kết hợp drospirenone và estradiol, cũng đã được Cục Quản lý Thực phẩm và Dược phẩm Hoa Kỳ (FDA) chấp thuận để điều trị các triệu chứng vận mạch từ trung bình đến nặng và/hoặc teo âm đạo liên quan đến mãn kinh.
FDA có một số chỉ định được phê duyệt cho các chế phẩm estrogen và drospirenone kết hợp. Chúng được phê duyệt như một liệu pháp đầu tiên cho các triệu chứng mãn kinh như giảm các cơn bốc hỏa. Ngoài ra, chúng đã được chứng minh là làm giảm sự xuất hiện của gãy xương ở phụ nữ mãn kinh.

### Các dạng có sẵn
Drospirenone được bán dưới dạng thuốc tránh thai kết hợp dưới nhãn hiệu Yasmin (Mỹ, EU, Mỹ Latinh), Jasmine (Pháp), Yarina (Nga)  với liều lượng chứa drospirenone 3 mg/ethinylestradiol 30 µg. Tại Hoa Kỳ, Bayer Schering đã phát hành một viên thuốc dựa trên Yasmin với vitamin B folate (B 9), được bán trên thị trường dưới tên Safyral và Beyaz. Trên toàn thế giới, nó cũng được bán dưới tên thương hiệu Yaz và Yasminelle với liều lượng thấp hơn có chứa drospirenone 3   mg/ethinylestradiol 20 µg. Thuốc cũng có sẵn kết hợp với estradiol để sử dụng trong liệu pháp hormone mãn kinh. Drospirenone không có sẵn trên chính nó (tức là, như một loại thuốc độc lập).

#### Công thức
Drospirenone là một thành phần của các công thức tránh thai đường uống bao gồm:
- Yasmin/Jamine/Yarina chứa 3 mg drospirenone và 30 ethinylestradiol mỗi viên. Nó được chỉ định để phòng ngừa mang thai ở những phụ nữ chọn biện pháp tránh thai đường uống.Safyral chứa 3   mg drospirenone và 30   Tổ hợp ethinylestradiol mỗi viên. Nó được chỉ định để phòng ngừa mang thai ở những phụ nữ chọn biện pháp tránh thai đường uống cũng như cung cấp một liều bổ sung folate hàng ngày, được khuyên dùng cho phụ nữ trong những năm sinh sản. Folate làm giảm nguy cơ bị dị tật ống thần kinh hiếm gặp trong thai kỳ xảy ra trong quá trình sử dụng Safyral hoặc ngay sau khi dừng lại.[20]
- Yaz / Gianvi / Vestura chứa 3   mg drospirenone và 20   Tổ hợp ethinylestradiol mỗi viên. Nó được chỉ định để phòng ngừa mang thai cũng như điều trị rối loạn tiêu hóa tiền kinh nguyệt cho những phụ nữ chọn sử dụng biện pháp tránh thai đường uống để tránh thai. Cũng đã có bằng chứng cho công thức này để điều trị mụn trứng cá vừa phải cho phụ nữ từ 14 tuổi trở lên chọn sử dụng biện pháp tránh thai đường uống để tránh thai.[21]
- Một danh sách đầy đủ các biện pháp tránh thai đường uống được FDA phê chuẩn có chứa drospirenone vào tháng 10 năm 2012: Beyaz (Drospirenone 3   mg, ethinylestradiol 0,02   mg và levomeoliate calci 0.451   mg), Drospirenone và ethinylestradiol (Drospirenone 3   mg và ethinylestradiol 0,03   mg), Gianvi (Drospirenone 3   mg và ethinylestradiol 0,02   mg), Loryna (Drospirenone 3   mg và ethinylestradiol 0,02   mg), Ocella (Drospirenone 3   mg và ethinylestradiol 0,03   mg), Safyral (Drospirenone 3   mg, ethinylestradiol 0,03   mg và calci levomeoliate 0.451   mg), Syeda (Drospirenone 3 mg và ethinylestradiol 0,03 mg), Yasmin (Drospirenone 3 mg và ethinylestradiol 0,03 mg), Zarah (Drospirenone 3 mg và ethinylestradiol 0,03 mg), Yaz (Drospirenone 3 mg và ethinylestradiol 0,02 mg) [22]

## Chống chỉ định
Ngoài các chống chỉ định phổ biến đối với tất cả các loại thuốc proestin estrogen kết hợp, thuốc có chứa drospirenone chống chỉ định ở những phụ nữ bị suy thận nặng theo nhãn hiệu của Cơ quan Dược phẩm Châu Âu (EMA), và chống chỉ định ở phụ nữ bị suy thận, suy thận hoặc bệnh gan theo nhãn được FDA chấp thuận.

## Tác dụng phụ

### Nồng độ kali cao
Drospirenone là một antimineralocorticoid với đặc tính dự trữ kali, mặc dù trong nhiều trường hợp không tăng nồng độ kali là để được mong đợi. Ở những phụ nữ bị suy thận nhẹ hoặc trung bình, hoặc kết hợp với việc sử dụng mãn tính các loại thuốc không chứa kali khác (thuốc ức chế men chuyển, thuốc đối kháng thụ thể angiotensin II, thuốc lợi tiểu tiết kiệm kali, heparin, thuốc chống viêm không steroid), thuốc chống viêm không steroid mức độ nên được kiểm tra sau hai tuần sử dụng để kiểm tra tăng kali máu.

### Các cục máu đông
Trong khi tất cả các biện pháp tránh thai đường uống có thể làm tăng nguy cơ mắc các biến cố huyết khối tĩnh mạch, bao gồm cả cục máu đông gây tử vong, một số nghiên cứu đã báo cáo nguy cơ cao hơn đối với phụ nữ dùng thuốc tránh thai có chứa drospirenone. Theo những phụ nữ không sử dụng thuốc tránh thai có nguy cơ mắc bệnh huyết khối cao gấp 6 đến 7 lần so với những phụ nữ không dùng thuốc tránh thai và có nguy cơ cao gấp đôi (một số nghiên cứu dịch tễ học cho thấy ba lần FDA) so với những phụ nữ dùng thuốc tránh thai có chứa levonorgestrel. Tuy nhiên, nguy cơ tuyệt đối là nhỏ, ở khu vực 9 đến 27 trên 10.000 phụ nữ sử dụng thuốc tránh thai trong một năm (tối đa 9 đối với levonorgestrel so với lên tới 27 đối với drospirenone, hoặc khoảng 0,09% so với 0,3% mỗi năm).
Khi Cơ quan Quản lý Thực phẩm và Dược phẩm Hoa Kỳ (FDA) lo ngại về nguy cơ của drospirenone, họ đã tài trợ cho các nghiên cứu dựa trên hồ sơ y tế của hơn 800.000 phụ nữ dùng thuốc tránh thai. Họ phát hiện ra rằng nguy cơ VTE, bao gồm các cục máu đông nguy hiểm và có khả năng gây tử vong, cao hơn 93% đối với những phụ nữ sử dụng thuốc tránh thai có chứa drospirenone chỉ trong 3 tháng hoặc ít hơn và cao hơn 290% đối với phụ nữ dùng thuốc tránh thai có chứa drospiren 7 đến 12 tháng, so với phụ nữ dùng các loại thuốc tránh thai khác.
FDA gần đây đã cập nhật nhãn cho các biện pháp tránh thai có chứa drospirenone để bao gồm các cảnh báo ngừng sử dụng trước và sau phẫu thuật, và để cảnh báo rằng các biện pháp tránh thai với drospirenone có nguy cơ đông máu cao hơn.

## Dược lý

### Dược lực học
Drospirenone liên kết với ái lực cao với thụ thể progesterone (PR) và thụ thể mineralocorticoid (MR), có ái lực thấp hơn với thụ thể androgen (AR) và có ái lực rất thấp với thụ thể glucocorticoid (GR). Nó là một chất chủ vận của PR và một chất đối kháng của MR và AR, và do đó, là một progestogen, antimineralocorticoid, và antiandrogen. Drospirenone không có hoạt động estrogen và không có hoạt tính glucocorticoid hoặc antiglucocorticoid đáng kể. Proestogen, antimineralocorticoid, và tác dụng chống ung thư nhẹ đã được quan sát thấy ở người có drospirenone với liều 0,5 đến 4 mg/ngày.

#### Hoạt động sinh sản
Drospirenone là một chất chủ vận của PR, mục tiêu sinh học của proestogen như progesterone. Nó có khoảng 35% ái lực của promegestone cho PR và khoảng 70% ái lực của progesterone cho PR. Drospirenone có antigonadotropic và chức năng antiestrogenic hiệu ứng như là kết quả của hoạt PR. Liều dùng rụng trứng của drospirenone là 2.0 mg/ngày. Thuốc hoạt động như một biện pháp tránh thai bằng cách kích hoạt PR, giúp ức chế sự tiết hormone luteinizing, ức chế sự rụng trứng và làm thay đổi màng cổ tử cung và nội mạc tử cung.

## Hóa học
| Cấu trúc hóa học của spirolactones liên_kết= Progesterone Tảo xoắn Canrenone Spironolactone Drospirenone Tảo xoắn Cấu trúc hóa học của progesterone và spirolactones (steroid-17α-spirolactones). |

Một loại axit tổng hợp steroidal 17α-spirolactone, hay đơn giản hơn là một spirolactone. Nó là một chất tương tự của các loại spirolactone khác như spironolactone, canrenone và spirorenone. Drospirenone khác về mặt cấu trúc từ spironolactone chỉ ở chỗ các C7α acetyl thio thay spironolactone đã bị xoá và hai nhóm methylene đã được thay thế trong tại 6β, 7β và 15β, vị trí 16β.
Sự mất đi nhóm C7α acetylthio của spironolactone, một hợp chất có hoạt tính proogenogen không đáng kể, dường như có liên quan đến sự phục hồi hoạt động proestogen trong drospirenone, như SC-5233, chất tương tự của spironolactone, không có C7 có hoạt tính proestogen mạnh tương tự như drospirenone.

## Lịch sử
Drospirenone được giới thiệu cho sử dụng y tế vào năm 2000. Đôi khi nó được mô tả như một proestin "thế hệ thứ tư" dựa trên thời gian giới thiệu.

## Nghiên cứu
Drospirenone (tên mã phát triển là LF-111) đang được Leon Farma phát triển dưới dạng thuốc viên chỉ có proestin để kiểm soát sinh sản ở phụ nữ, nhưng kể từ tháng 3 năm 2017, không có báo cáo phát triển gần đây nào được xác định. Công thức đã đạt được các thử nghiệm lâm sàng giai đoạn III cho chỉ định này.
Drospirenone (tên thương hiệu dự kiến Estelle) đang được Mithra Dược phẩm kết hợp với estetrol như một biện pháp tránh thai đường uống kết hợp cho phụ nữ mang thai. Kể từ tháng 7 năm 2018, đó là trong các thử nghiệm lâm sàng giai đoạn III.